# Mario Maurelli
Mario Maurelli (Sarnano, 21 aprile 1914 – Montefiascone, 5 settembre 2000) è stato un arbitro di calcio italiano.

## Biografia
Nato a Sarnano, il 21 aprile 1914, Mario fu direttore di gara rispettato,  tra il 1945 e il 1958 ha diretto 98 incontri del campionato di Serie A ed è stato anche arbitro internazionale arbitrando 2 partite della Coppa dei Campioni.

### La partita del 1944
(Le parole del fratello Mimmo Maurelli)
Pochi giorni prima della partita di calcio, disputata il 1º aprile 1944, i tedeschi andarono a bussare alla porta dell'abitazione di Mario, ma l'arrivo dei soldati nazisti lo terrorizzò. Mario pensò che le truppe fossero lì a causa di suo fratello Mimmo Maurelli, partigiano che combatté in Grecia e in Albania e, dopo aver spalato le macerie del bombardamento di San Lorenzo a Roma, si rifugiò sull’appennino insieme ad altri partigiani, travestiti da civili. Il sergente nazista disse a Mario che suo fratello sarebbe stato in grado di trovare altri dieci calciatori che avrebbero preso parte a una partita di calcio per risollevare il morale delle truppe e che lui avrebbe dovuto arbitrare la partita. Chi si fosse presentato per giocare, gli sarebbe stata risparmiata la deportazione. La notizia della partita si diffuse rapidamente tra partigiani e rifugiati che, timorosi di una trappola, tentennarono alla partecipazione.
La domenica del 1º aprile i partigiani scesero dalle montagne e si intrufolarono nel campo da calcio insieme a Mimmo. L’inizio della partita fu confuso: i sarnanesi, abituati al gioco di squadra al contrario dei nazisti, rischiarono di far saltare il piano già al 10′, quando il partigiano Grattini, tramite cross del partigiano Lucarelli, segnò. Il gol non suscitò esultanze a causa del panico e terrore che i nazisti trasmettevano ai civili e nell'intervallo i partigiani organizzarono un nuovo piano.
(il nuovo piano di Mimmo Maurelli)
Mimmo effettuò un fallo sul nazista Kobler che rispose e Mario fu costretto a cacciarli entrambi. 
A pochi minuti alla fine, con il risultato sull'1-0, il partigiano Libero Lucarini fece segnare la squadra nazista, ma Mario, vedendo un pericoloso contropiede dei sarnanesi, decise di concludere la partita. Gli undici partigiani corsero via verso i monti, guadagnandosi un po' di libertà.